# ドライサンプ

ドライサンプの模式図

ドライサンプ（英: Dry Sump）は、レシプロ式内燃機関の潤滑方式の一種で、エンジンのオイル溜め（オイルパン）からオイルを強制回収するポンプとそのオイルを貯めるリザーバタンクを持つものをいい、これらを持たないウェットサンプに対する用語である（サンプ：sumpはオイル溜めの意味である）。

## 概要
ウェットサンプ方式では、ベアリングなどに供給されたオイル（潤滑油）は自重によりエンジン下部のオイルパンに戻り、それをフィードポンプ（供給ポンプ）が再び摺動部に供給する。オイル回収がエンジン内部の自由落下によるため、エンジンコンディションにより回収量が安定しない。また、一般にオイルパン形状が垂直方向に浅い皿形式となるため、運転中の横Gによるオイルの傾きなどによりフィードポンプが空気を噛み、オイル圧送が安定しない場合がある。
ドライサンプ方式は、エンジンコンディションの安定のためオイル圧を安定させることを目的とする。対象は主に安全マージンの少ない高性能車である。上記ウェットサンプ同様にオイルパンに戻ったオイルをスカベンジポンプ（回収ポンプ）で強制回収し、専用のリザーバタンクに貯めた後、フィードポンプによってオイルを供給する方式である。スカベンジポンプの能力はフィードポンプ容量以上に設計され、リザーバタンクに安定した油量を確保し、フィードポンプの安定した油圧を保証する。
ドライサンプ方式はつぎのような利点がある。
- オイルタンクに安定した油量が確保でき、高い旋回Gを受けても安定したオイル供給がなされる前提のエンジン設計が可能。
- オイルタンク容量を大きくすることが容易である。
- オイルパンの厚みを薄くして、その分だけエンジンの取付位置（重心）を下げることができる。

これらの利点のため、レーシングカーや高級スポーツカーなどのエンジンでは、ドライサンプ方式が採用されることが多い。いかなる姿勢でも安定してオイルが供給されるため、曲技飛行に使用される飛行機のエンジンにも採用される。
欠点としては、構成が複雑になり部品点数が増すことであり、それに伴いコストや外部に露出したオイルライン・フィッティング部からのオイル漏れ等のトラブル確率が高くなる。
ドライサンプ方式の車には
- ウェットサンプと同等の容積のオイルパンを使用し、その中にスカベンジポンプを内蔵したタイプ
- 専用のほとんど容量のないオイルパンを使用し、外部にスカベンジポンプを設置したタイプ

の2種類が存在する。
前者の構造はポルシェ・フェラーリの量産車、コルベットZ06などに採用されている。（フェラーリでは多少薄い形状のオイルパンではある）
後者の構造は部品点数・信頼性の問題から市販車で採用されるものはほとんどない。
オイルパン部分にタンクを設置し、自由落下によるオイル回収とスカベンジポンプによる強制オイル回収を併存させたセミ・ドライサンプと呼ばれる方式もあり、水冷化以降のポルシェ911/ボクスター/ケイマン、日産GT-R、レクサスIS-Fなどに採用されている。

## オートバイの場合
オートバイ用の場合は、オイルパンの厚さを薄くできる利点を利用して最低地上高を確保することを狙って採用される事が多い。また2輪車の特性上、4輪車と比べて前後左右の傾き量が運用上大きく、エンジン直下オイルパンへの自由落下での安定回収が難しい局面がある。また、オイルタンクに関しては車体フレーム内の空洞を利用する場合がある。

## 航空機の場合
航空機用のレシプロエンジンはほとんどがドライサンプ方式である。 航空機はたとえ旅客機であっても、離着陸時や旋回時に多方向からGがかかるため、Gの影響を受けにくいドライサンプが採用されるのは自然な流れであった。
航空機で多用される星型エンジンや倒立型エンジンでは、常に逆さや横向きとなるシリンダーが存在するため、ウェットサンプによる潤滑は極めて困難である（むしろドライサンプが前提のエンジンと言える）。